# Hyles tithymali
Hyles tithymali é uma espécie de insetos lepidópteros, mais especificamente de traças, pertencente à família Sphingidae.
A autoridade científica da espécie é Jean-Baptiste Alphonse Dechauffour de BoisduvalBoisduval, tendo sido descrita no ano de 1834.
Trata-se de uma espécie presente no território português.

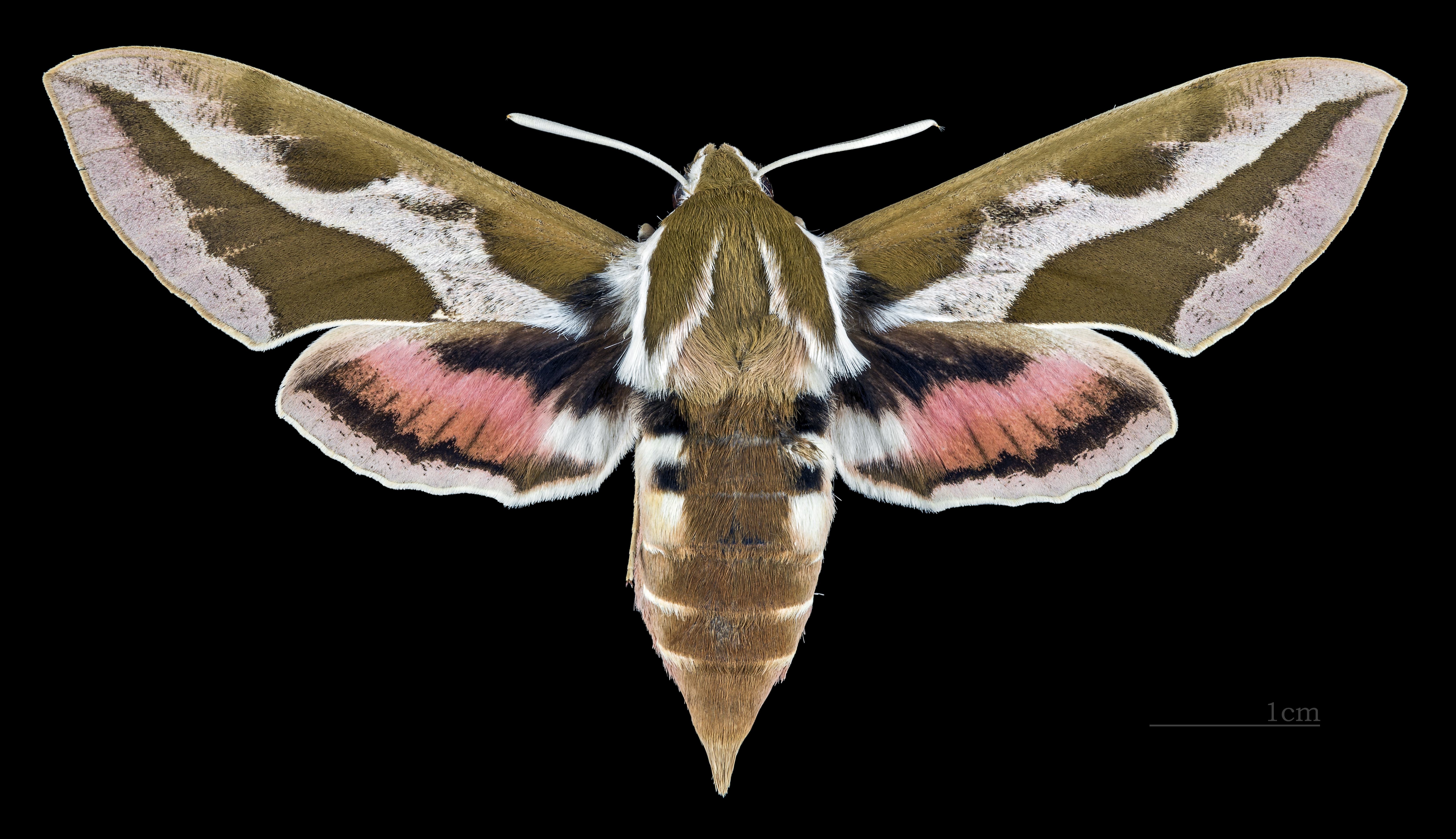
Hyles tithymali mauretanica - ♀
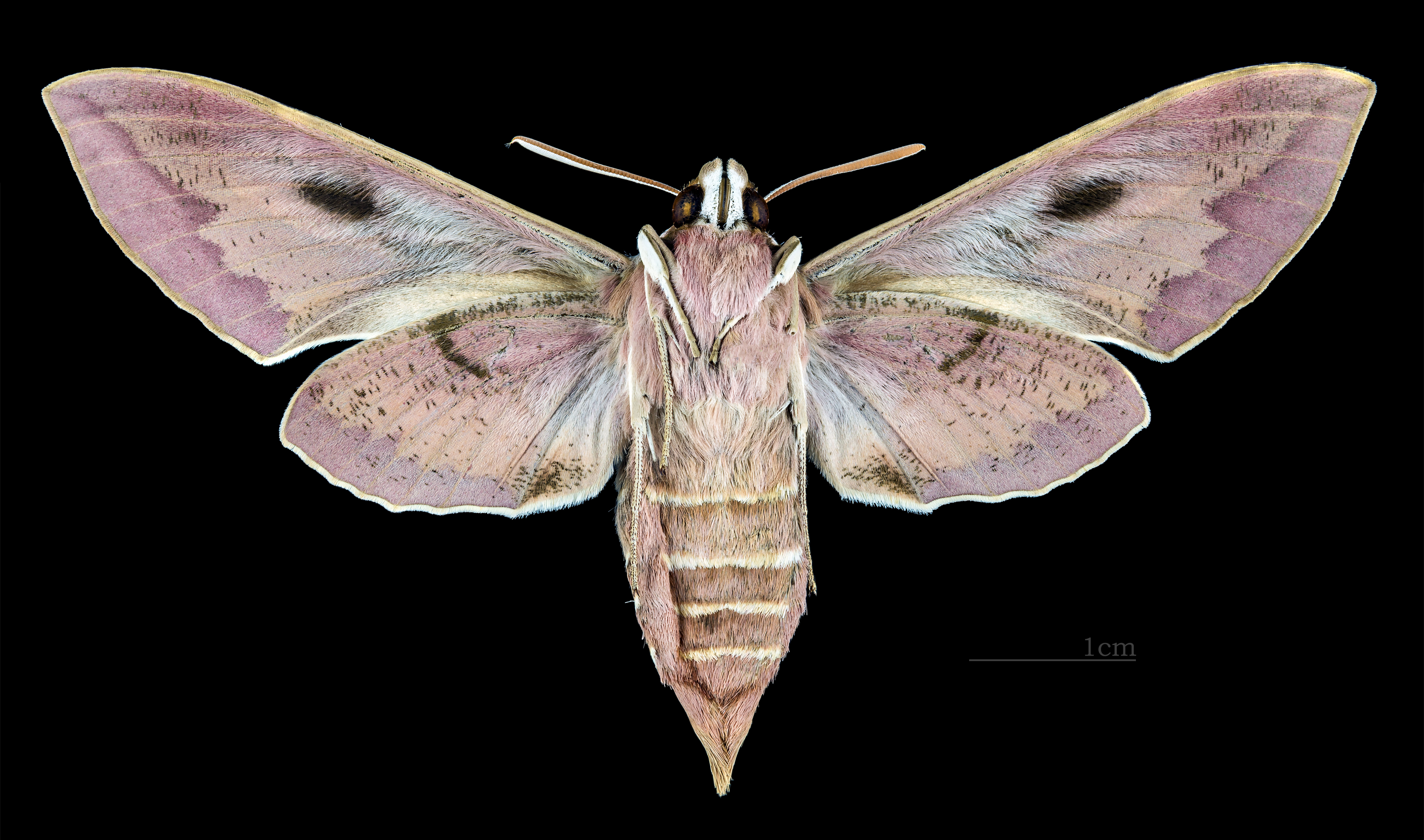
Hyles tithymali mauretanica - ♀ △